# Jimmy Maurer
Jimmy Maurer, (Lawrenceville, Georgia, Estados Unidos; 14 de octubre de 1988) es un futbolista estadounidense, que juega como arquero y su actual equipo es el Houston Dynamo de la Major League Soccer de los Estados Unidos.
Es un arquero con proyección, jugó en la liga universitaria de Estados Unidos, además de la liga profesional MLS, también destaca su participación como nominado a su selección sub-17 entre 2004 y 2006.

## Trayectoria
Comenzó su carrera como portero en la liga universitaria de EE. UU. en la Universidad de Carolina del Sur durante cuatro años, donde fue titular en 78 partidos obteniendo en 28 oportunidades su valla invicta. En 2010 fue llamado al All-Conference USA Second Team. En el año 2009 como universitario, disputó todos los partidos con la Universidad de Carolina del Sur y tuvo un promedio de 1.22 goles en contra, cinco partidos invicto y fue llamado al equipo All-Conference EE. UU. En 2007, Maurer fue titular en los 19 partidos y registró un 1.08 promedio de goles en contra. También fue nombrado novato del año. 
Ha jugado en varios clubes de la USL Premier Development League durante su carrera como universitario amateur. En 2008 jugó en el Atlanta Silverbacks Sub-23 y en 2009 con Chicago Fire Premier. En Chicago fue nombrado el 2009 Portero del Año, y jugó en el Campeonato de Premier Development League. Concluyó su paso por la PDL con Atlanta Blackhawks en 2010.
Maurer fue seleccionado cuarto en la general  2011 MLS Supplemental Draft por el New York Red Bulls. Pasó la pretemporada con el club, pero finalmente no firmó contrato. Sin embargo, el club le contrató para un partido el 26 de marzo de 2011 para suplir a porteros lesionados.
El 31 de marzo de 2011, firmó con Atlanta Silverbacks de la Liga Norteamericana de Soccer hizo su debut profesional el 9 de abril de 2011 en un partido contra los NSC Minnesota Stars
El 9 de enero de 2012 firmó con Club Deportivo Universidad de Concepción de la Primera División de Chile

## Selección nacional
Maurer fue parte del plantel de la  Selección Sub-17 de EE. UU. desde 2004 a 2006 y fue seleccionado adulto el 2010 junto a Tim Howard y Dominic Cervi.

## Clubes
| Club                      | País           | Año           |
| ------------------------- | -------------- | ------------- |
| Atlanta Silverbacks U23's | Estados Unidos | 2008          |
| Chicago Fire Premier      | Estados Unidos | 2009          |
| Atlanta Blackhawks        | Estados Unidos | 2010          |
| New York Red Bulls        | Estados Unidos | 2011          |
| Atlanta Silverbacks       | Estados Unidos | 2011          |
| Universidad de Concepción | Chile          | 2012          |
| New York Cosmos           | Estados Unidos | 2013-2017     |
| FC Dallas                 | Estados Unidos | 2017-presente |